# Saint-Laurent-des-Arbres
Saint-Laurent-des-Arbres (Okzitanisch Sent Laurenç deis Aubres) ist eine französische Gemeinde mit 2984 Einwohnern (Stand 1. Januar 2022) im Département Gard in der Region Okzitanien.

## Geografie
Die Gemeinde befindet sich rund fünfzehn Kilometer nordwestlich von Avignon und rund vierzig Kilometer nordöstlich der Präfektur Nîmes. Saint-Laurent-des-Arbres liegt am rechten Ufer der Rhône und ist Teil des Weinbaugebiets Côtes du Rhône Villages.
Nachbargemeinden von Saint-Laurent-des-Arbres sind Laudun-l’Ardoise im Norden, Saint-Geniès-de-Comolas im Osten, Roquemaure im Südosten, Lirac im Süden und Saint-Victor-la-Coste im Westen.

## Geschichte und Kultur
Auf dem Territorium von Saint-Laurent-des-Arbres wurden schon früh Überreste des Paläolithikums und des Neolithikums entdeckt. Aus einer alten Charta geht hervor, dass das Dorf im 9. Jahrhundert als Arbor (der Baum) bekannt war, demnach hat das Dorf hat seinen Namen von dem Baum erhalten, der den Ort markiert hat.
Im Jahr 919, während der Regierungszeit von Louis l’Aveugle, verkaufen Laudoin und seine Frau Eigenracle dem Bischof von Avignon (Foulques) Saint-Laurent-des-Arbres sowie seiner Kirche Saint-Laurent. In dieser öffentlich vor der Kirche abgegebenen Handlung finden wir die erste Erwähnung der St.-Laurentius Kirche. Aus einer Schenkung im Jahr 1155 durch den Papst Hadrian IV. geht hervor das Geoffroy I., Bischof von Avignon und seinen Nachfolgern die Herren von Sabran die Ortschaft zugesprochen wird.
Am 12. April 1232 verkaufen Guillaume de Sabran und Rostaing de Sabran die Burg und die Ländereien an Bertrand, Bischof von Avignon. So wurden auch die Bischöfe, die die Kirche bereits seit 919 besaßen, Eigentümer des Schlosses, dessen damalige Herrscher sie waren.
Im Jahr 1255 verkauft Decanesse, Tochter von Guillaume de Sabran, einen Wohnturm in Saint-Laurent-des-Arbres, der möglicherweise der Ribas-Turm ist.
Papst Johannes XXII. errichtete im 14. Jahrhundert eine Burg neben der romanischen Kirche, die er ebenfalls zur Wehrkirche ausbauen ließ. Anschließend wurde den Bewohnern der Nachbardörfer eine Verordnung vorgeschrieben, um bei Kriegsgefahr mit ihrem Vieh und ihrem Besitz hinter den Mauern von Saint-Laurent-des-Arbres Zuflucht zu suchen.
Schon 1892 wurde diese Kirche zum Monument historique erklärt.

### Camp de l'Ardoise
Das Camp de l'Ardoise (auch bekannt als Saint-Maurice-l'Ardoise) war während des Zweiten Weltkriegs ein Kriegsgefangenenlager. Während des algerischen Unabhängigkeitskriegs diente es der Internierung von Algeriern, die im Verdacht standen, Mitglieder der Front de Libération Nationale, der Nationale Befreiungsfront Algeriens, zu sein.
Mit der Unterzeichnung der Verträge von Évian am 18. März 1962 war für Frankreich der Krieg in Algerien verloren. In der Folge strömten nicht nur französische Siedler zurück ins Mutterland, sondern auch die muslimischen Hilfskräfte der ehemaligen Kolonialmacht, die Harkis. Diese waren von Anfang an „in zweifacher Hinsicht aus[gegrenzt] - sie sind weder Rückkehrer wie die anderen noch Franzosen wie die anderen.“ Ihre Unterbringung in Wohnungen hatte für die Behörden keine Priorität, und so landeten die Harkis und ihre Familien erst in Durchgangslagern und dann in „cités d’accueil“, Aufnahmelagern. Hier blieben sie zum Teil bis Mitte der 1970er Jahre.
Ab dem Herbst des Jahres 1962 wurden die Menschen aus den Durchgangslagern in verlegt. Ein Aufnahmeort wurde das Camp de l'Ardoise, das bis 1976 bestand. Die Bedingungen in dem von Stacheldraht und einer Hecke umgebenen Lager waren katastrophal. Die Harkis sind von der Außenwelt isoliert und haben „in ihrer Unterkunft haben weder einen Fernseher noch ein Radiogerät. Sie sind daher völlig getrennt, ja sogar von der französischen Gesellschaft ausgeschlossen.“
Gegen die Zustände im Lager gab es 1975 eine Revolte der Jugendlichen, die – ebenso wie in Bias – in einen regelrechten Aufstand mit Besetzung und Geiselnahme mündete. Dass die Lager in der Folge ein Jahr später aufgelöst wurden, führte nach Pierret nicht zu einer wirklichen Verbesserung der gesellschaftlichen Situation der Harkis und ihrer Kinder. Sie wurden danach außerhalb der Lager ebenso wie andere in Frankreich lebende Nordafrikaner mit dem Rassismus konfrontiert. Ende der 1970er und Anfang der 1980er Jahre schlossen sich viele Harki-Kinder der Bewegung der Beurs an, die Frankreich 1981 mit den Auseinandersetzungen im Stadtteil Les Minguettes der Stadt Vénissieux den ersten „heiße Sommer“ bescherte.

## Bevölkerungsentwicklung
| Jahr      | 1962 | 1968 | 1975 | 1982 | 1990 | 1999 | 2008 | 2017 |
| Einwohner | 900  | 1847 | 2056 | 1403 | 1683 | 1743 | 2289 | 3072 |

## Sehenswürdigkeiten

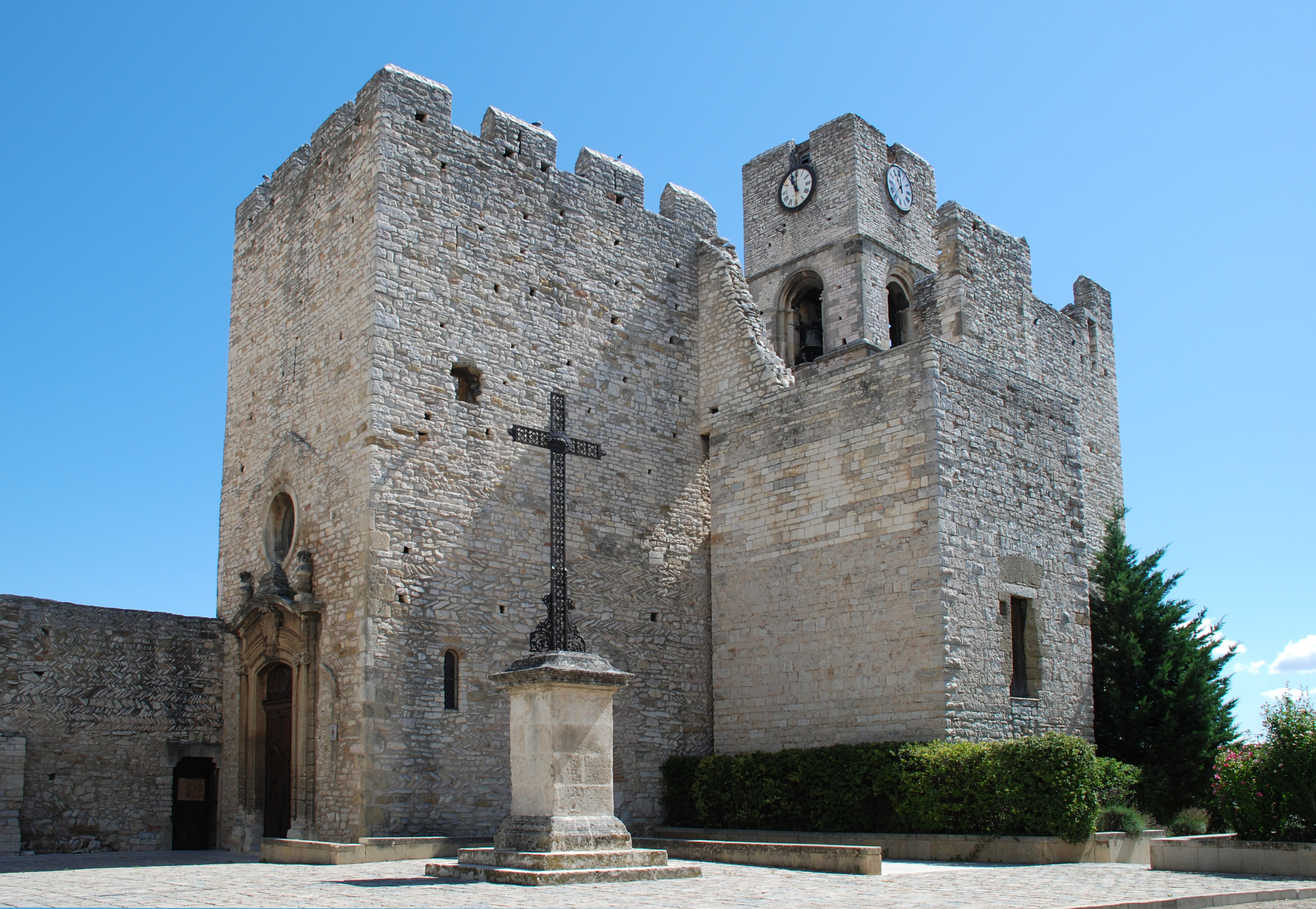
Wehrkirche Saint-Laurent

- Im Ortszentrum befindet sich der Tour Jacques Deuze, ein Donjon der ursprünglich im 12. Jahrhundert entstand. Er wurde zu Beginn des 14. Jahrhunderts ausgebaut.
- In der Nähe dieses Turms befindet sich der Tour Ribas, ein Turm romanischen Baustils. Er entstand bereits im 11. Jahrhundert in dem sich die Touristinformation befindet
- Wehrkirche Saint-Laurent (Ersterwähnung vor 919)
- Reste der Stadtbefestigung

Das Lavoir von Saint-Laurent-des-Arbres stammt aus dem Jahr 1866. Es misst 14 mal 2,50 Meter und hat ein Fassungsvermögen von 21.000 Liter.